# Vaik
Vayk este un oraș din Provincia Vayots Dzor, Armenia.

## Galerie

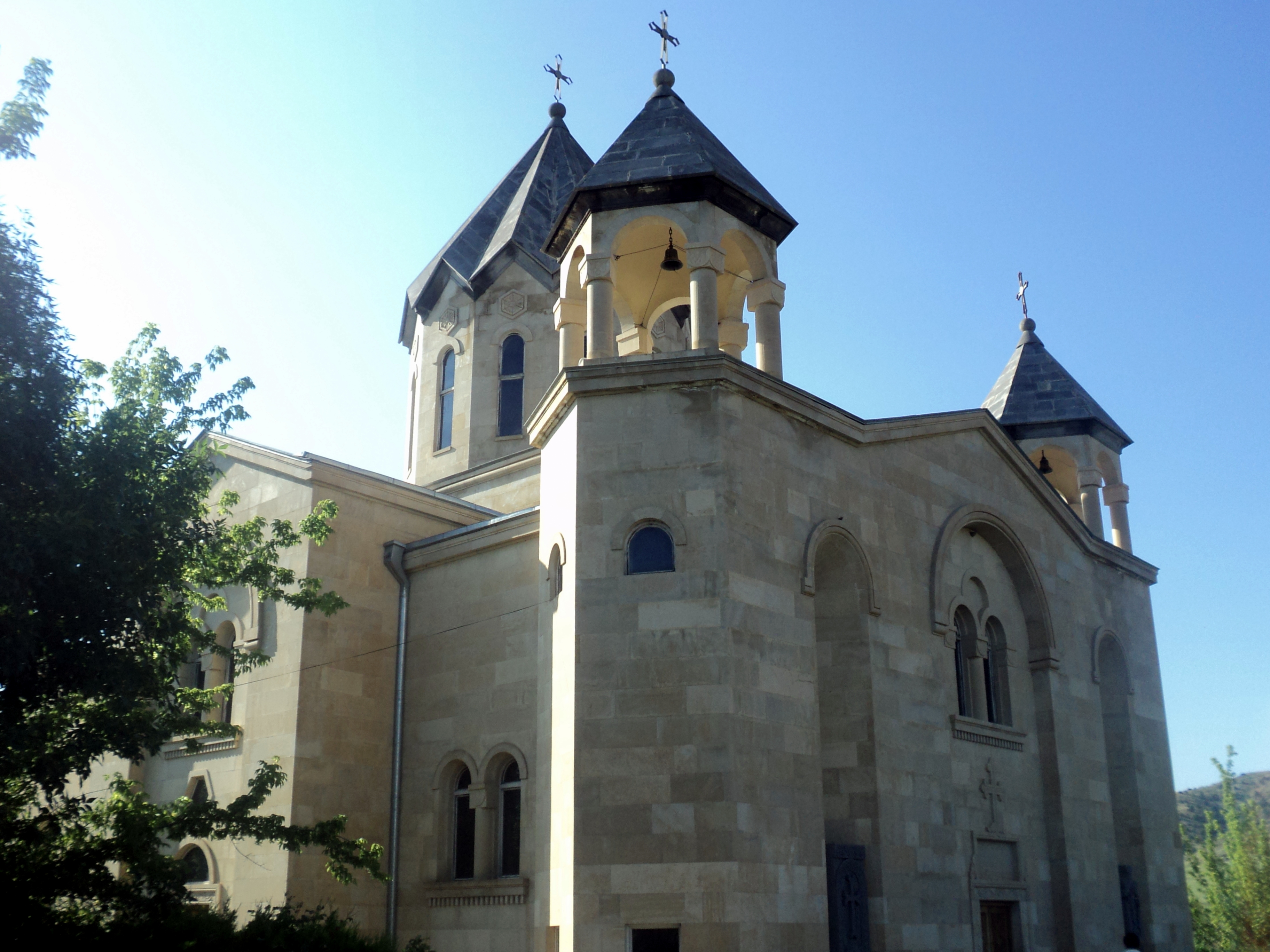
Biserica Sfântul Trdat inaugurată în 2000
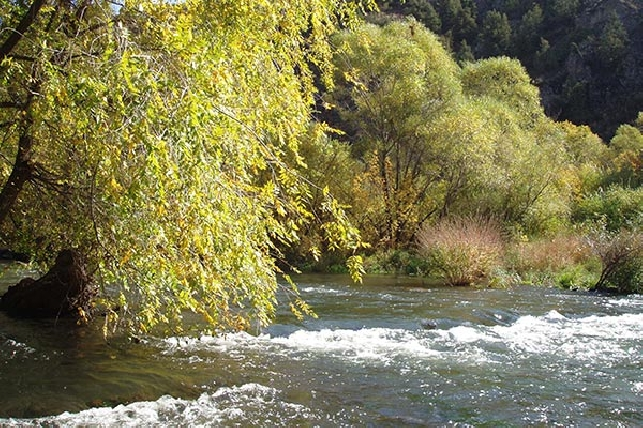
Râul Arpa în Vayk
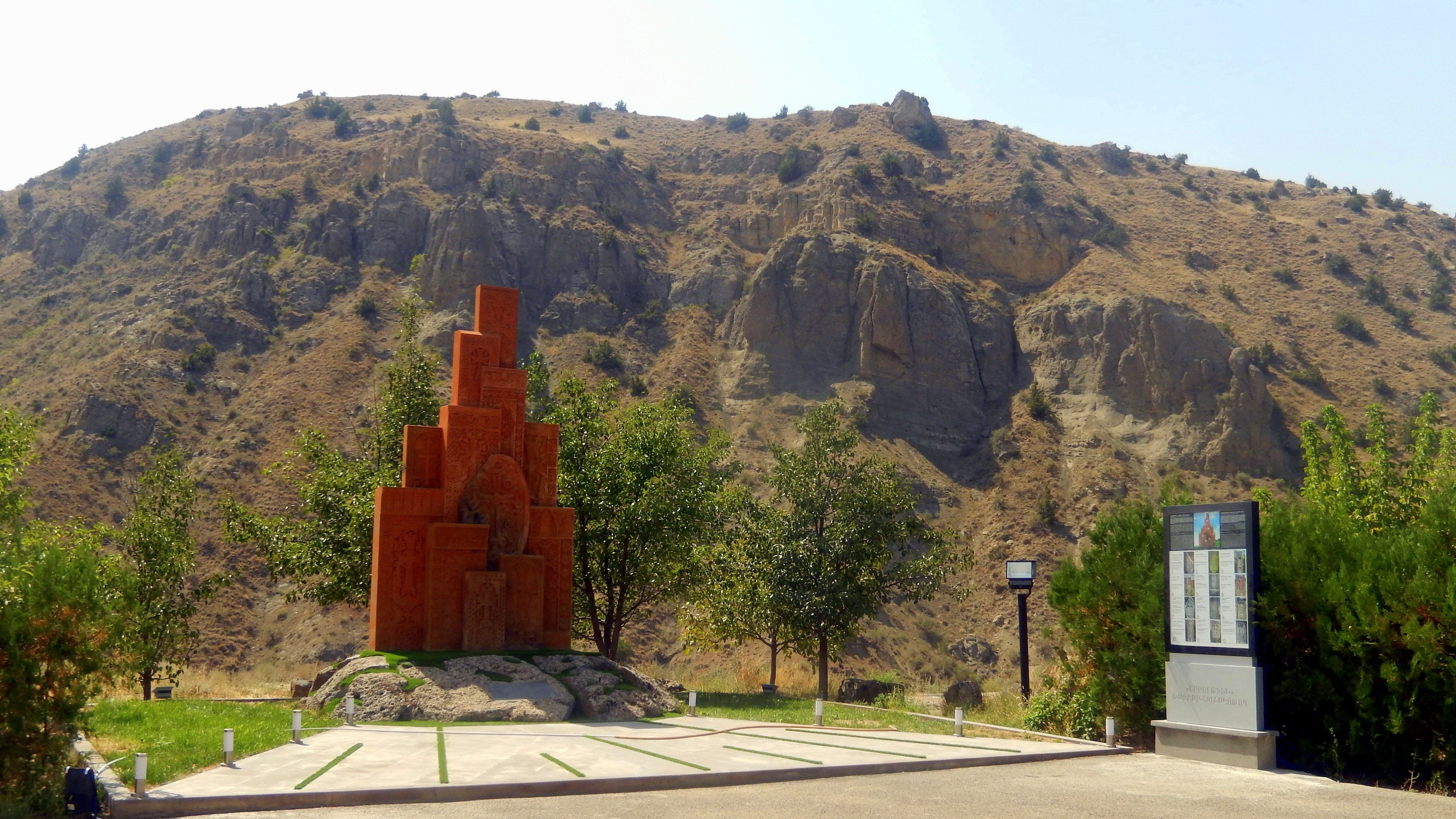
Memorial de Paști